# 51-й горный армейский корпус (вермахт)
51-й горный армейский корпус (нем. LI. Gebirgskorps) — создан 12 августа 1943 года.

## Боевой путь корпуса
Сформирован 15 августа 1943 года в Австрии. С сентября 1943 — в Италии.
В 1944 году — бои в Италии, в районе Монте-Кассино, затем в районе Специи.
В 1945 году — бои в районе Специи, затем на реке По.
2 мая 1945 года — корпус, как и другие немецкие войска в северной Италии, сдался американо-британским войскам.

## Состав корпуса
В мае 1944:
- 305-я пехотная дивизия
- 334-я пехотная дивизия

В марте 1945:
- 148-я пехотная дивизия
- 253-я пехотная дивизия

## Командующие корпусом
- С 25 августа 1943 — генерал горных войск Валентин Фойерштайн
- С 30 января 1945 — генерал артиллерии Фридрих-Вильгельм Хаук